# Paratraea obliquivialis
Paratraea obliquivialis är en fjärilsart som beskrevs av George Francis Hampson 1918. Paratraea obliquivialis ingår i släktet Paratraea och familjen Crambidae. Inga underarter finns listade i Catalogue of Life.